# Gronaulax semperi
Gronaulax semperi är en stekelart som först beskrevs av Per Abraham Roman 1914.  Gronaulax semperi ingår i släktet Gronaulax och familjen bracksteklar. Inga underarter finns listade i Catalogue of Life.